# Osman Gradaščević
Osman-beg Gradaščević (Gradačac, 1765. – Gradačac, 8. prosinca 1812.) bio je gradačački kapetan i vakif iz bošnjačke begovske obitelji Gradaščević, otac Husein-kapetana Gradašćevića.

## Životopis
Osman Gradaščević je bio kapetan od prije 1795. do smrti 8. prosinca 1812. Bilo je to vrijeme vladavine Napoleonovih osvajanja i njegovih vojnika stacioniranih u Dalmaciji. Osman-kapetan je, na traženje vezira iz Travnika, odgovorio 18. travnja 1807. da mu može poslati samo malo vojnika, jer želi svoje vojnike imati na okupu za slučaj da Francuzi provale u Bosnu. Osman-kapetan obnovio je u Modriči Bijelu džamiju, u njezinoj blizini podigao veliki han, kao i jednu medresu i pred njom česmu. Jednu je medresu sagradio i u Gračanici. Jedan od njegovih posjeda bila je obradiva zemlja u selu Turić, koje je moglo dobiti ime upravo po vlasniku te zemlje.

## Vanjske poveznice
- Kapetani Gradašćevići

| Prethodnik:                | Gradačački kapetan (od prije 1795. - 1812.) | Nasljednik:               |
| Mehmed-kapetan Gradaščević | Gradačački kapetan (od prije 1795. - 1812.) | Murat-kapetan Gradaščević |